# Potamophylax rotundipennis
Potamophylax rotundipennis är en insektsart som först beskrevs av Brauer 1857. Potamophylax rotundipennis ingår i släktet Potamophylax, och familjen husmasknattsländor. Enligt den svenska rödlistan är arten otillräckligt studerad i Sverige. Arten förekommer i Götaland. Artens livsmiljö är sjöar och vattendrag, våtmarker. Inga underarter finns listade i Catalogue of Life.